# Inamorata (album)
Inamorata è un album dei Poco, pubblicato dalla Atlantic Records nell'aprile del 1984. Dopo la pubblicazione di questo disco, il gruppo si scioglie, per poi ricostituirsi (con la primissima formazione originale) nel 1989, in occasione della registrazione di Legacy.

## Tracce
Lato A
1. Days Gone By – 3:48 (Paul Cotton)
2. This Old Flame – 2:58 (Reed Neilson)
3. Daylight – 3:50 (Rusty Young)
4. Odd Man Out – 3:04 (Paul Cotton)
5. How Many Moons – 4:28 (Paul Cotton)

Lato B
1. When You love Someone – 4:00 (Rusty Young)
2. Brenda X – 3:38 (Paul Cotton)
3. Standing in the Fire – 3:46 (Paul Cotton)
4. Save a Corner of Your Heart – 3:38 (Rusty Young)
5. The Storm – 4:28 (Rusty Young)

## Musicisti
- Paul Cotton - chitarra, voce
- Rusty Young - chitarra steel, chitarra, voce
- Steve Chapman - batteria, percussioni
- Kim Bullard - tastiere, voce
- Richie Furay - chitarra, voce
- George Grantham - batteria, voce
- Timothy B. Schmit - basso, voce
- Steve Forman - batteria, percussioni
- Vinnie Colaiuta - batteria, percussioni
- George Doering - chitarra, voce
- Richard Gibbs - tastiere
- Randy Kerber - tastiere
- Neil Stubenhaus - basso